# Knooppunt Neufchâteau
Het knooppunt Neufchâteau is een verkeersknooppunt in de Belgische Ardennen. De A26/E25 vanuit Luik komt hier samen met de A4/E411 van Brussel naar Luxemburg.
Knooppunt Neufchâteau is een half sterknooppunt en werd in gebruik genomen in 1989, gelijktijdig met het vak Neufchâteau - Nives Vaux-sur-Sûre van de A26/E25.
| Aansluitende wegen       | Aansluitende wegen | Aansluitende wegen          | Aansluitende wegen | Aansluitende wegen         |
| ------------------------ | ------------------ | --------------------------- | ------------------ | -------------------------- |
| richting Namen / Brussel |                    |                             |                    | richting Bastenaken / Luik |
|                          |                    |                             |                    |                            |
|                          |                    |                             |                    |                            |
|                          |                    |                             |                    |                            |
|                          |                    | richting Aarlen / Luxemburg |                    |                            |

Aalbeke · Antwerpen-Centrum · Antwerpen-Haven · Antwerpen-Noord · Antwerpen-Oost · Antwerpen-West · Antwerpen-Zuid · Arquennes · Battice · Beaufays · Beveren · Bois-d'Haine · Brugge · Cerexhe · Charleroi-Nord · Charleroi-Sud · Cheratte · Daussoulx · Destelbergen · Doornik · Familleureux · Fexhe-Slins · Gent-Centrum · Gouy · Grâce-Hollogne · Groot-Bijgaarden · Hautrage · Hauts-Sarts · Heppignies · Heverlee · Hoog-Itter · Houdeng-Goegnies · Jabbeke · Jemappes · Kortrijk-West · Kortrijk-Zuid · Leonardkruispunt · Loncin · Lummen · Machelen · Marcinelle · Marquain · Merelbeke · Moorsele · Neufchâteau · Ranst · Sint-Stevens-Woluwe · Strombeek-Bever · Thiméon · Ville-sur-Haine · Vottem · Wilrijk-Valaar · Zaventem · Zwijnaarde